# Partecipanti alla Dwars door Vlaanderen 2024
Elenco dei partecipanti al Dwars door Vlaanderen 2024.
Il Dwars door Vlaanderen 2024 è stata la settantottesima edizione della corsa. Alla competizione presero parte 25 squadre: le diciotto iscritte all'UCI World Tour 2024 e sette dell'UCI ProTeam.
Ciascuna delle squadre è composta da sette ciclisti, per un totale di 175 ciclisti accreditati alla partenza.

## Corridori per squadra
Nota: R ritirato, NP non partito, FT fuori tempo, SQ squalificato
| Team Visma-Lease a Bike         | Team Visma-Lease a Bike         | Team Visma-Lease a Bike         | Lidl-Trek             | Lidl-Trek             | Lidl-Trek             | Alpecin-Deceuninck    | Alpecin-Deceuninck    | Alpecin-Deceuninck    |
| ------------------------------- | ------------------------------- | ------------------------------- | --------------------- | --------------------- | --------------------- | --------------------- | --------------------- | --------------------- |
| N°                              | Ciclista                        | Clas.                           | N°                    | Ciclista              | Clas.                 | N°                    | Ciclista              | Clas.                 |
| 1                               | Wout Van Aert                   | R                               | 11                    | Mads Pedersen         | R                     | 21                    | Jasper Philipsen      | 15°                   |
| 2                               | Tim van Dijke                   | 118°                            | 12                    | Jasper Stuyven        | R                     | 22                    | Maurice Ballerstedt   | 89°                   |
| 3                               | Tiesj Benoot                    | 4°                              | 13                    | Tim Declercq          | 81°                   | 23                    | Robbe Ghys            | R                     |
| 4                               | Matteo Jorgenson                | 1°                              | 14                    | Jonathan Milan        | 7°                    | 24                    | Søren Kragh Andersen  | 74°                   |
| 5                               | Jan Tratnik                     | R                               | 15                    | Toms Skujiņš          | 28°                   | 25                    | Senne Leysen          | R                     |
| 6                               | Mick van Dijke                  | 38°                             | 16                    | Edward Theuns         | 94°                   | 26                    | Stan Van Tricht       | 59°                   |
| 7                               | Julien Vermote                  | 114°                            | 17                    | Alex Kirsch           | R                     | 27                    | Gianni Vermeersch     | R                     |
| UAE Team Emirates               | UAE Team Emirates               | UAE Team Emirates               | Groupama-FDJ          | Groupama-FDJ          | Groupama-FDJ          | Soudal Quick-Step     | Soudal Quick-Step     | Soudal Quick-Step     |
| N°                              | Ciclista                        | Clas.                           | N°                    | Ciclista              | Clas.                 | N°                    | Ciclista              | Clas.                 |
| 31                              | Tim Wellens                     | 57°                             | 41                    | Stefan Küng           | 3°                    | 51                    | Julian Alaphilippe    | 26°                   |
| 32                              | Marc Hirschi                    | 32°                             | 42                    | Valentin Madouas      | 13°                   | 52                    | Yves Lampaert         | 131°                  |
| 33                              | Álvaro Hodeg                    | R                               | 43                    | Lewis Askey           | 61°                   | 53                    | Paul Magnier          | 39°                   |
| 34                              | Alessandro Covi                 | 66°                             | 44                    | Olivier Le Gac        | SQ                    | 54                    | Gianni Moscon         | 135°                  |
| 35                              | Mikkel Bjerg                    | 36°                             | 45                    | Fabian Lienhard       | 116°                  | 55                    | Casper Pedersen       | 33°                   |
| 36                              | Nils Politt                     | 12°                             | 46                    | Laurence Pithie       | R                     | 56                    | Pepijn Reinderink     | R                     |
| 37                              | Vegard Stake Laengen            | 93°                             | 47                    | Samuel Watson         | 40°                   | 57                    | Warre Vangheluwe      | 112°                  |
| Intermarché-Wanty               | Intermarché-Wanty               | Intermarché-Wanty               | EF Education-EasyPost | EF Education-EasyPost | EF Education-EasyPost | Ineos Grenadiers      | Ineos Grenadiers      | Ineos Grenadiers      |
| N°                              | Ciclista                        | Clas.                           | N°                    | Ciclista              | Clas.                 | N°                    | Ciclista              | Clas.                 |
| 61                              | Biniam Girmay                   | R                               | 71                    | Alberto Bettiol       | 72°                   | 81                    | Cameron Wurf          | R                     |
| 62                              | Mike Teunissen                  | 19°                             | 72                    | Stefan Bissegger      | 134°                  | 82                    | Elia Viviani          | 120°                  |
| 63                              | Madis Mihkels                   | 48°                             | 73                    | Jonas Rutsch          | 106°                  | 83                    | Joshua Tarling        | 6°                    |
| 64                              | Laurenz Rex                     | R                               | 74                    | Harry Sweeny          | R                     | 84                    | Magnus Sheffield      | 119°                  |
| 65                              | Dries De Pooter                 | 30°                             | 75                    | Yuhi Todome           | 92°                   | 85                    | Ben Swift             | 124°                  |
| 66                              | Adrien Petit                    | 85°                             | 76                    | Jack Rootkin-Gray     | 123°                  | 86                    | Connor Swift          | 58°                   |
| 67                              | Roel van Sintmaartensdijk       | 113°                            | 77                    | Michael Valgren       | 8°                    | 87                    | Ben Turner            | 16°                   |
| Movistar Team                   | Movistar Team                   | Movistar Team                   | Arkéa-B&B Hotels      | Arkéa-B&B Hotels      | Arkéa-B&B Hotels      | Cofidis               | Cofidis               | Cofidis               |
| N°                              | Ciclista                        | Clas.                           | N°                    | Ciclista              | Clas.                 | N°                    | Ciclista              | Clas.                 |
| 91                              | Oier Lazkano                    | 47°                             | 101                   | Arnaud Démare         | NP                    | 111                   | Ludovic Robeet        | R                     |
| 92                              | Albert Torres                   | 88°                             | 102                   | Amaury Capiot         | R                     | 112                   | Piet Allegaert        | 49°                   |
| 93                              | Rémi Cavagna                    | 69°                             | 103                   | David Dekker          | 109°                  | 113                   | Aimé De Gendt         | 70°                   |
| 94                              | Carlos Canal                    | 54°                             | 104                   | Donavan Grondin       | 130°                  | 114                   | Nicolas Debeaumarché  | R                     |
| 95                              | Manlio Moro                     | R                               | 105                   | Florian Sénéchal      | 129°                  | 115                   | Milan Fretin          | R                     |
| 96                              | Mathias Norsgaard               | 9°                              | 106                   | Daniel McLay          | 84°                   | 116                   | Alexis Renard         | 103°                  |
| 97                              | Johan Jacobs                    | 132°                            | 107                   | Luca Mozzato          | 18°                   | 117                   | Christophe Noppe      | R                     |
| Decathlon AG2R La Mondiale Team | Decathlon AG2R La Mondiale Team | Decathlon AG2R La Mondiale Team | Bora-Hansgrohe        | Bora-Hansgrohe        | Bora-Hansgrohe        | Bahrain Victorious    | Bahrain Victorious    | Bahrain Victorious    |
| N°                              | Ciclista                        | Clas.                           | N°                    | Ciclista              | Clas.                 | N°                    | Ciclista              | Clas.                 |
| 121                             | Oliver Naesen                   | 63°                             | 131                   | Marco Haller          | 76°                   | 141                   | Andrea Pasqualon      | R                     |
| 122                             | Edvald Boasson Hagen            | 110°                            | 132                   | Luis-Joe Lührs        | 105°                  | 142                   | Alberto Bruttomesso   | 102°                  |
| 123                             | Dries De Bondt                  | 5°                              | 133                   | Emil Herzog           | 65°                   | 143                   | Fran Miholjević       | 128°                  |
| 124                             | Sander De Pestel                | 55°                             | 134                   | Ryan Mullen           | 62°                   | 144                   | Matevž Govekar        | 67°                   |
| 125                             | Pierre Gautherat                | 11°                             | 135                   | Filip Maciejuk        | 73°                   | 145                   | Dušan Rajović         | 44°                   |
| 126                             | Gianluca Pollefliet             | 96°                             | 136                   | Jordi Meeus           | 45°                   | 146                   | Fred Wright           | 22°                   |
| 127                             | Damien Touzé                    | 27°                             | 137                   | Danny van Poppel      | 14°                   | 147                   | Łukasz Wiśniowski     | 117°                  |
| Team DSM-Firmenich PostNL       | Team DSM-Firmenich PostNL       | Team DSM-Firmenich PostNL       | Team Jayco AlUla      | Team Jayco AlUla      | Team Jayco AlUla      | Astana Qazaqstan Team | Astana Qazaqstan Team | Astana Qazaqstan Team |
| N°                              | Ciclista                        | Clas.                           | N°                    | Ciclista              | Clas.                 | N°                    | Ciclista              | Clas.                 |
| 151                             | John Degenkolb                  | 20°                             | 161                   | Michael Matthews      | 17°                   | 171                   | Cees Bol              | 41°                   |
| 152                             | Pavel Bittner                   | 53°                             | 162                   | Luke Durbridge        | 60°                   | 172                   | Gleb Brusenskij       | R                     |
| 153                             | Patrick Eddy                    | R                               | 163                   | Amund Grøndahl Jansen | 75°                   | 173                   | Michele Gazzoli       | R                     |
| 154                             | Nils Eekhoff                    | R                               | 164                   | Luka Mezgec           | 43°                   | 174                   | Evgenij Gidič         | 125°                  |
| 155                             | Niklas Märkl                    | 126°                            | 165                   | Kelland O'Brien       | 90°                   | 175                   | Dmitrij Gruzdev       | R                     |
| 156                             | Casper van Uden                 | 35°                             | 166                   | Elmar Reinders        | R                     | 176                   | Rüdiger Selig         | 127°                  |
| 157                             | Bram Welten                     | 133°                            | 167                   | Max Walscheid         | 87°                   | 177                   | Gleb Syrica           | R                     |
| Lotto Dstny                     | Lotto Dstny                     | Lotto Dstny                     | Israel-Premier Tech   | Israel-Premier Tech   | Israel-Premier Tech   | Uno-X Mobility        | Uno-X Mobility        | Uno-X Mobility        |
| N°                              | Ciclista                        | Clas.                           | N°                    | Ciclista              | Clas.                 | N°                    | Ciclista              | Clas.                 |
| 181                             | Jenno Berckmoes                 | 23°                             | 191                   | Jakob Fuglsang        | 71°                   | 201                   | Alexander Kristoff    | 77°                   |
| 182                             | Cédric Beullens                 | R                               | 192                   | Krists Neilands       | 29°                   | 202                   | Jonas Abrahamsen      | 2°                    |
| 183                             | Victor Campenaerts              | 34°                             | 193                   | Guillaume Boivin      | 52°                   | 203                   | Louis Bendixen        | 82°                   |
| 184                             | Sébastien Grignard              | 68°                             | 194                   | Riley Sheehan         | 25°                   | 204                   | Tord Gudmestad        | R                     |
| 185                             | Pascal Eenkhoorn                | 31°                             | 195                   | Riley Pickrell        | 83°                   | 205                   | Erik Resell           | 79°                   |
| 186                             | Alec Segaert                    | 37°                             | 196                   | Corbin Strong         | 51°                   | 206                   | Rasmus Tiller         | 50°                   |
| 187                             | Brent Van Moer                  | R                               | 197                   | Ethan Vernon          | 46°                   | 207                   | Rasmus Bøgh Wallin    | 91°                   |
| Q36.5 Pro Cycling Team          | Q36.5 Pro Cycling Team          | Q36.5 Pro Cycling Team          | TotalEnergies         | TotalEnergies         | TotalEnergies         | Bingoal WB            | Bingoal WB            | Bingoal WB            |
| N°                              | Ciclista                        | Clas.                           | N°                    | Ciclista              | Clas.                 | N°                    | Ciclista              | Clas.                 |
| 211                             | Jannik Steimle                  | 42°                             | 221                   | Anthony Turgis        | R                     | 231                   | Luca De Meester       | 97°                   |
| 212                             | Tom Devriendt                   | R                               | 222                   | Lucas Boniface        | R                     | 232                   | Cériel Desal          | 107°                  |
| 213                             | Tobias Ludvigsson               | 80°                             | 223                   | Sandy Dujardin        | 21°                   | 233                   | Aaron Van der Beken   | 99°                   |
| 214                             | Cyrus Monk                      | 122°                            | 224                   | Émilien Jeannière     | R                     | 234                   | Floris De Tier        | 108°                  |
| 215                             | Szymon Sajnok                   | 115°                            | 225                   | Thomas Gachignard     | 10°                   | 235                   | Luca Van Boven        | 56°                   |
| 216                             | Fabio Christen                  | 78°                             | 226                   | Lorrenzo Manzin       | R                     | 236                   | Kenneth Van Rooy      | 95°                   |
| 217                             | Kamil Małecki                   | 64°                             | 227                   | Dries Van Gestel      | 24°                   | 237                   | Jelle Vermoote        | 100°                  |
| Team Flanders-Baloise           |                                 |                                 |                       |                       |                       |                       |                       |                       |
| N°                              | Ciclista                        | Clas.                           |                       |                       |                       |                       |                       |                       |
| 241                             | Kamiel Bonneu                   | R                               |                       |                       |                       |                       |                       |                       |
| 242                             | Lars Craps                      | 104°                            |                       |                       |                       |                       |                       |                       |
| 243                             | Jules Hesters                   | 98°                             |                       |                       |                       |                       |                       |                       |
| 244                             | Siebe Deweirdt                  | 121°                            |                       |                       |                       |                       |                       |                       |
| 245                             | Yentl Vandevelde                | 111°                            |                       |                       |                       |                       |                       |                       |
| 246                             | Dylan Vandenstorme              | 101°                            |                       |                       |                       |                       |                       |                       |
| 247                             | Victor Vercouillie              | 86°                             |                       |                       |                       |                       |                       |                       |